# UFC Fight Night: Gustafsson vs. Smith
UFC Fight Night: Gustafsson vs Smith (eller  UFC Fight Night 153, eller UFC on ESPN+ 11) var en MMA-gala som arrangerades av UFC och ägde rum 1 juni 2019 i Stockholm,  Sverige.

## Bakgrund
Huvudmatchen var mellan Alexander Gustafsson och Anthony Smith. 
Ilir Latifi var bokad för co-main mot Volkan Özdemir i lätt tungvikt, men var tvungen att dra sig ur på grund av en ryggskada.
En welterviktmatch mellan Bartosz Fabinski och Sergey Khandozhko var bokad, men den 24 maj 2019 var Fabinski tvungen att dra sig ur på grund av skada och ersattes på en veckas varsel med svenske UFC-nykomlingen Rostem Akman.

## Bonusar
Följande fighters tilldelades 50 000 USD i bonus:
- Fight of the Night: Ingen utdelad.
- Performance of the Night: Anthony Smith,  Aleksandar Rakić, Makwan Amirkhani och Leonardo Santos.